# Naskapis
 (juillet 2023).
Les Naskapis constituent un peuple autochtone du Québec et du Labrador, au Canada, vivant précisément dans l'extrême-nord de la région de la Côte-Nord et au nord du Labrador. La langue la plus parlée de ce peuple est le naskapi, qui fait partie du groupe linguistique algonquienne. 
Ils nomment leur territoire historique St'aschinuw (ᒋᑦ ᐊᔅᒋᓄᐤ, qui signifie « notre terre », au sens inclusif). Ce territoire se situe dans le nord du Québec et du Labrador. D'un point de vue ethnique, ils sont étroitement liés aux Innus, qui eux, appellent leur patrie Nitassinan.
Pour des raisons politiques, encore aujourd'hui, on considère les Naskapis et les Innus de Matimekush comme étant deux peuples autochtones distincts bien qu'ils parlent la même langue et qu'ils habitent le même territoire (Schefferville).
La classification des Naskapis en tant que nation distincte des Innus est discutée. Les deux peuples auraient des origines communes, mais leur mode de vie, leur territoire, les contacts qu'ils ont eu avec les Européens puis l'État ont eu des incidences sur leur évolution, qui s'est réalisée de manière plutôt distincte. Fondamentalement, les Naskapis demeurent nomades, comparativement aux Innus (notamment ceux de Matimekush) qui sont davantage territoriaux.
Il demeure que les Innus (au sens large du terme) sont fréquemment divisés en deux groupes : 
- les Neenoilno (anciennement appelés Montagnais par les Français) qui vivent le long de la rive nord du golfe du Saint-Laurent et
- les Naskapis, moins nombreux, qui vivent plus au nord, à l'intérieur des terres.

Les Innus eux-mêmes reconnaissent plusieurs distinctions, telles que Mushuau Innuat, Maskuanu Innut, Uashau Innuat, selon différentes affiliations régionales et divers dialectes de la langue innue.
La dénomination naskapi (signifiant « peuple au-delà de l'horizon ») fait son apparition au 17e siècle et est ensuite utilisé pour décrire les groupes innus hors de portée de l'influence missionnaire, notamment ceux vivant en bordure de la baie d'Ungava et au nord de la côte du Labrador, près des localités inuites du nord du Québec et du nord du Labrador. Les Mushuau Innuat, bien qu'apparentés aux Naskapis, se sont séparés de la tribu au 20e siècle et ont fait l'objet d'un programme de réinstallation gouvernemental à Davis Inlet. 
La langue et la culture naskapie sont assez différentes de celles des Innus. Par exemple, sur le plan linguistique, le dialecte naskapi (iyuw iyimuun) est caractérisé par des sons en y, alors que dans le dialecte matimekush (innu-aimun), ces sons seront remplacés par des sons en n. 
D'un point de vue administratif, le gouvernement du Québec fait une distinction entre les deux groupes, soit les Naskapis pour ceux qui résident dans le nord de la Côte-Nord et les Innus pour ceux qui vivent en bordure du Saint-Laurent. Quant à lui, le gouvernement de Terre-Neuve-et-Labrador, considère les deux peuples un seul, qu'il identifie comme Innus ou d'autres fois comme deux groupes distincts,,. 

## Histoire

### Contacts européens

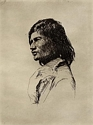
Nascaupee amérindien par Frank Weston Benson (1921).

La première référence écrite aux Naskapis est recensée vers 1643, lorsque le jésuite André Richard fait mention des Ounackkapiouek, groupe qui demeure toutefois peu détaillé dans ses écrits, mis à part qu'ils constituaient l'une des nombreuses « petites nations » situées quelque part au nord de Tadoussac. Le mot Naskapi est apparu pour la première fois en 1733, époque à laquelle le groupe ainsi décrit comptait environ quarante familles et possédait un campement important au lac Achouanipi. À peu près à la même époque, en 1740, Joseph Isbister, directeur du poste de la Compagnie de la Baie d'Hudson à Eastmain, rapporte qu'on lui a dit qu'il y avait des Indiens, qu'il appelait Annes-carps au nord-est du golfe de Richmond. Des années plus tard, ces Indiens sont appelés également Nascopie et Nascappe. En 1790, les Comptes périodiques des missionnaires moraves décrivaient un groupe d'Indiens vivant à l'ouest d'Okak comme des Nascopies. Les Naskapis, comme les Inuits, fréquentaient cette région à l'époque. L'influence des missionnaires protestants est à cette époque bien plus grande à l'égard des Naskapis, faisant que ceux-ci demeurent généralement protestants des centaines d'années plus tard. En plus de leur langue maternelle, ils parlent l'anglais, contrairement à leurs cousins montagnais qui sont pour la plupart catholiques romains, parlant leur langue maternelle et le français.

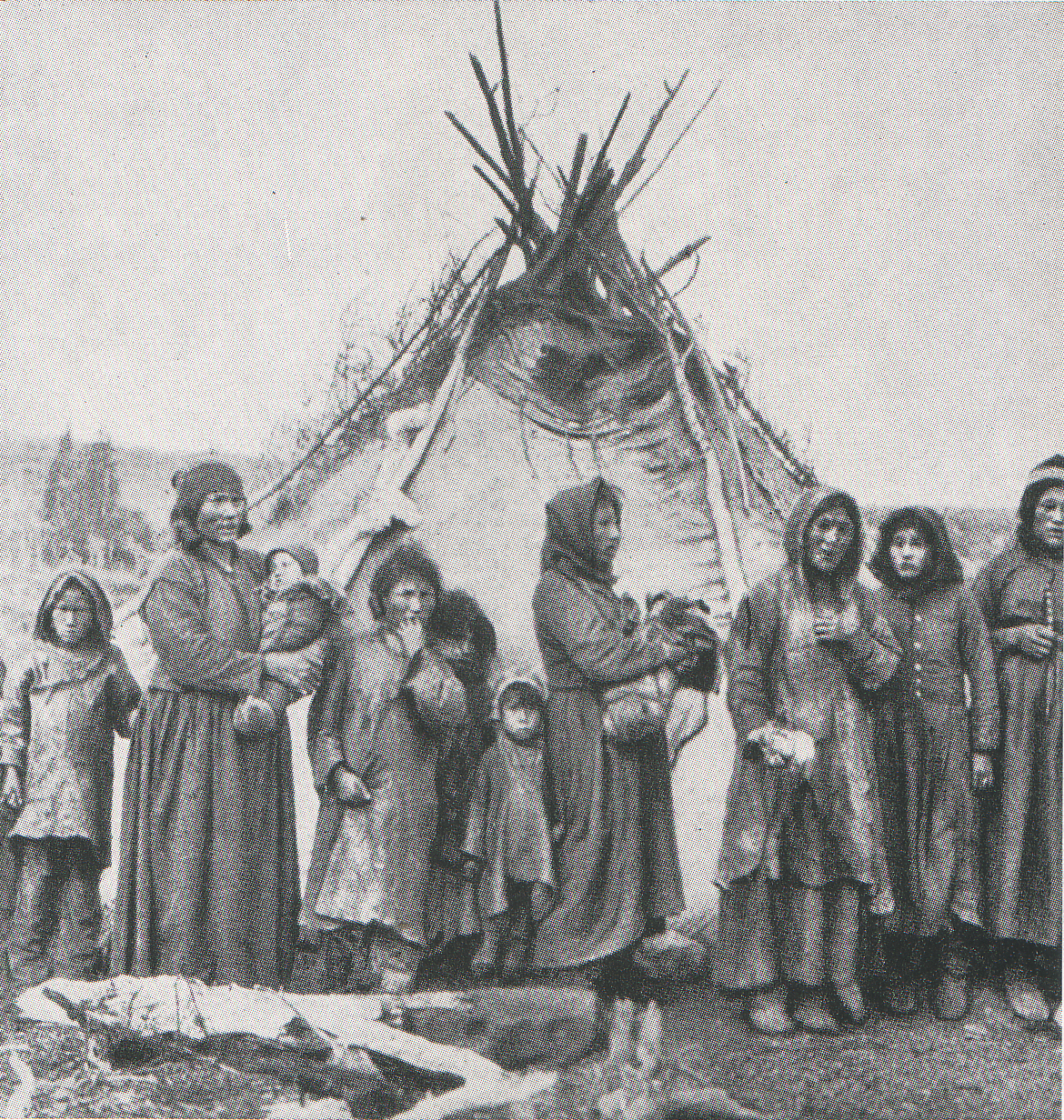
Femmes naskapies portant des vêtements en laine et en peau de daim en 1908.

Les premiers contacts réguliers entre les Naskapis et la société occidentale surviennent lorsque la Compagnie de la Baie d'Hudson établit son premier poste de traite à Old Fort Chimo vers 1831. Il s'agit d'ailleurs de l'un des derniers peuples autochtones à être en contact avec les Européens et le dernier peuple nomade à être sédentarisé au Québec. Les relations entre la Compagnie et les Naskapis sont difficiles, vu la difficulté pour ces derniers d'intégrer le piégeage commercial dans leurs activités de chasse de subsistance, notamment celle de la martre. La fréquentation par les Naskapis des postes de traite entraîne une perte de la transmission orale des savoirs, tel que les trajectoires suivies par les hardes de caribous, ceci rendant la population de plus en plus dépendante de l'aide alimentaire et sanitaire offerte par le gouvernement fédéral,.   
Lors du recensement du dominion de Terre-Neuve de 1945, la population innue totale du Labrador (constituée à la fois de Montagnais et de Naskapis) est de 100 personnes à Davis Inlet, 33 à Nain et 137 à North West River et Sheshatshiu, soit un total de 270 personnes. Le recensement précédent de 1935 ne dénombrait que les Innus de Davis Inlet. La plupart des Innus du Labrador n'avaient aucun nom de famille jusqu'à l'entrée de la région au sein de la confédération canadienne en 1949. Aucun Innu ne vivait dans des maisons de conception occidentale, ils campaient plutôt dans des tentes près de North West River, Nain et Davis Inlet (tous des établissements inuits) durant l'été.

### Relocalisations
Entre 1831 et 1956, les Naskapis subissent plusieurs délocalisations majeures, qui ne reflétaient habituellement pas leurs besoins ni leurs intérêts, mais ceux de la Compagnie de la Baie d'Hudson. Les principaux déménagements sont les suivants :
- 1842 : Fort Chimo à Fort Nascopie
- 1870 : Fort Nascopie à Fort Chimo

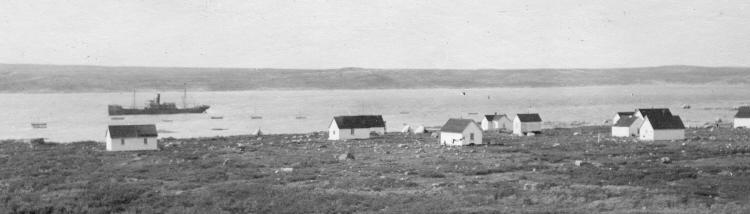
Vue de Fort Chimo en 1909.

- 1916 : Fort Chimo à Fort Mackenzie
- 1948 : Fort McKenzie à Fort Chimo
- 1956 : Fort Chimo à Schefferville

À de nombreuses reprises, la Compagnie de la Baie d'Hudson déplace les Naskapis de poste de traite en poste de traite uniquement selon ses propres intérêts commerciaux, et ce, sans se soucier de savoir si les nouveaux emplacements permettaient aux Naskapis de pêcher et chasser, activités qui leur étaient vitales. Dans plusieurs cas, des gestionnaires, apparemment insatisfaits du manque apparent d'engagement des Naskapis envers le piégeage, leur ont refusé les munitions dont ils se servaient pour chasser, causant ainsi un nombre significatif de personnes mortes de faim.

#### Établissement à Schefferville
En 1956, pour des raisons qui demeurent nébuleuses, la quasi-totalité des Naskapis déménagent de Fort Chimo vers Schefferville, une ville minière nouvellement fondée. Les motifs ayant entraîné cette migration s'articulent autour de deux hypothèses. La première soutient que les Naskapis ont été incités, voire contraints de déménager par des fonctionnaires du ministère des Affaires indiennes et du Nord,, alors que la deuxième prévoit que les Naskapis ont eux-mêmes décidé de déménager dans l'espoir de trouver un emploi, un logement, une assistance médicale et des établissements d'enseignement pour leurs enfants,. Qu'ils aient été ou non les instigateurs de cette migration, les fonctionnaires fédéraux n'ont pas préparé la venue des Naskapis à Schefferville en prévenant la Compagnie Iron Ore du Canada ou la municipalité, et ce, malgré leur connaissance de la situation.
Les Naskapis ont quitté Fort Chimo à pied pour parcourir les 640 kilomètres qui les séparaient de Schefferville par voie terrestre. Au moment où ils atteignirent le lac Wakuach, quelque 113 kilomètres au nord de Schefferville, la plupart d'entre eux étaient dans un état pitoyable, épuisés, malades et proches de la famine. Une opération de sauvetage par avion est finalement menée pour emmener le reste de la population à destination, mais les seules maisons qui attendaient les Naskapis étaient des cabanes qu'ils avaient eux-mêmes construites au bord du lac Pearce. En 1957, peu de temps après leur arrivée, les autorités municipales les déplacent sur un site adjacent au lac John, à environ six kilomètres au nord-nord-est de Schefferville, sous prétexte que l'eau du lac Pearce était contaminée. Ce nouvel emplacement sans eau, égouts ni électricité était en outre dépourvu d'établissements scolaires et de santé.
Les Naskapis partagent le site adjacent au lac John avec un groupe de Montagnais, qui s'étaient fait déplacés de Sept-Îles à Schefferville par les fonctionnaires et les compagnies minières dans les années 1950,. Au départ, les Naskapis vivent dans de minuscules cabanes qu'ils s'étaient construites, mais en 1962, le ministère des Affaires indiennes et du Nord leur construit environ 30 maisons au coût de 5 000 $ chacune.
Certaines familles de la nation naskapie de Kawawachikamach ont des parents proches dans le village cri de Whapmagoostui, sur la rive est de la baie d'Hudson.

#### Déménagement à Matimekosh

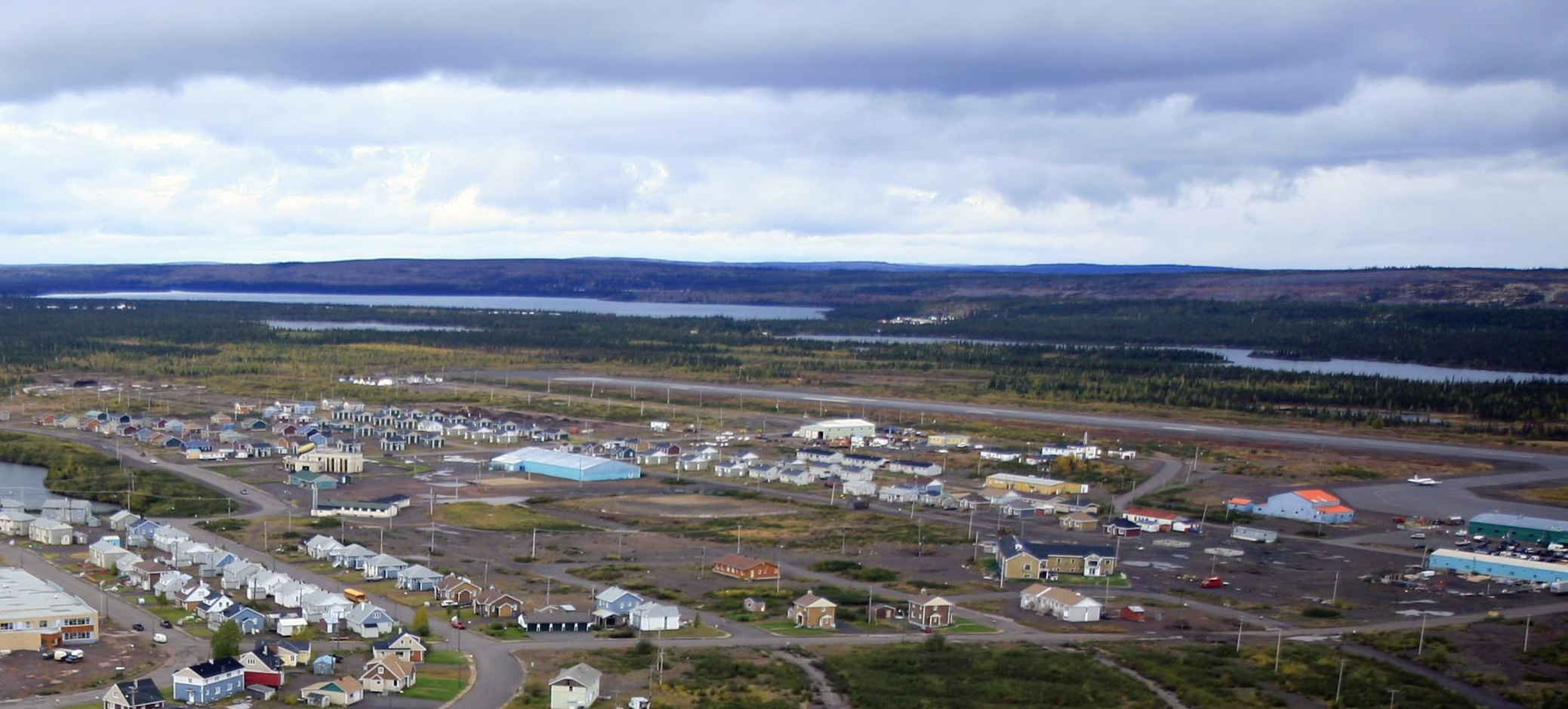
Vue de Matimekosh et de Schefferville en 2007.

En 1968, le ministère des Affaires indiennes et du Nord acquiert de la récemment constituée municipalité de Schefferville, un marécage de 160 000 kilomètres carrés au nord du centre-ville et adjacent au lac Pearce. En 1972, 43 unités de maisons en rangée y sont construites pour les Naskapis et 63 autres pour les Montagnais. La plupart des Naskapis et des Montagnais déménagent sur ce nouveau site, connu aujourd'hui sous le nom de Matimekosh.

#### Convention de la Baie-James
L'aube d'un changement marquant dans l'histoire des Naskapis se dessine au début de 1975, lorsque, après des visites distinctes à Schefferville de Billy Diamond, grand chef du Grand Conseil des Cris, et de Charlie Watt, président de l'Association des Inuits du Québec, les Naskapis décident de s'impliquer dans les négociations menant à la signature de la Convention de la Baie-James et du Nord québécois (CBJNQ) avec le gouvernement du Québec et le gouvernement du Canada. Les Naskapis concluent un contrat avec l'Association des Inuits du Québec, en vertu duquel cette dernière devait fournir un soutien logistique, des conseils juridiques et une représentation à une petite équipe de négociateurs naskapis basée à Montréal. Cet arrangement ne connaît cependant pas beaucoup de succès et la CBJNQ est signée le 11 novembre 1975, sans les Naskapis.
Au printemps 1977, les parties à la CBJNQ reconnaissent la légitimité des revendications des Naskapis et amorcent avec ceux-ci la négociation d'une entente qui aurait les mêmes caractéristiques principales que la CBJNQ. Ces négociations aboutissent par la création de la Convention du Nord-Est québécois (CNEQ), qui est finalement signée le 31 janvier 1978. Grâce à ce traité, les Naskapis obtiennent compensation pour les ressources tirées de leur territoire traditionnel. L'entente prévoit aussi que les Naskapis renoncent à leurs droits sur certaines parties de leurs terres, mais qu'en échange, ils bénéficient de droits exclusifs sur d'autres parties de territoire en plus de services de développement social et économique. Les Naskapis se servent de leurs nouveaux acquis pour notamment se relocaliser dans un nouveau village à une dizaine de kilomètres au nord de Schefferville, Kawawachikamach.  

#### Déménagement à Kawawachikamach
Entre 1978 et 1980, des études techniques et socio-économiques relatives aux sites potentiels permanents pour la communauté naskapie ont été réalisées. Le 31 janvier 1980, les Naskapis votent massivement pour déménager sur le site actuel de Kawawachikamach, construit en grande partie par les Naskapis entre 1980 et 1983. La planification et la construction donnent aux Naskapis une formation et une expérience en administration, en construction et en entretien.

#### Impacts législatifs
Entre 1981 et 1984, la législation sur l'autonomie gouvernementale promise par le Canada à l'article 7 de la CNEQ a été négociée. Le résultat de ces négociations est la Loi sur les Cris et les Naskapis (du Québec) (LCNQ), qui est sanctionnée par le Parlement, le 14 juin 1984.
L'objectif primordial de la LCNQ était de rendre les autorités naskapie et cries largement autonomes. En plus des pouvoirs normalement exercés par les conseils de bande en vertu de la Loi sur les Indiens, la plupart des pouvoirs qui étaient jusqu'alors exercés par le ministre des Affaires indiennes et du Nord canadien en vertu de la Loi sur les Indiens sont transférés aux conseils naskapi et cris élus. En outre, les autorités se sont vues conférer des pouvoirs qui ne figurent pas dans la Loi sur les Indiens, soit des pouvoirs régulièrement exercés par les municipalités allochtones partout au Canada.
La CNEQ a été négociée avec la prémisse que l'usine de la Compagnie Iron Ore du Canada de Schefferville poursuivrait ses activités minières durant encore plusieurs années. Toutefois, celle-ci annonce son intention de fermer ses portes en 1982. Cette fermeture a des impacts importants sur la mise en œuvre de la CNEQ, notamment sur les dispositions portant sur la santé et les services sociaux ainsi que sur la formation et la création d'emplois. Conséquemment, les Naskapis et le gouvernement du Canada conviennent, à la fin des années 1980, d'évaluer comment le gouvernement peut-il acquitter ses obligations en vertu de la CNEQ dans un tel contexte. Une entente est signée en 1990 afin de prévoir un modèle de financement et un mécanisme de règlement des différends liés à l'application des ententes antérieures.

## Premières nations naskapies

### Nation naskapie de Kawawachikamach
La Nation naskapie de Kawawachikamach (connue à l'origine sous le nom de Bande indienne des Naskapis de Schefferville et plus tard sous le nom de Bande naskapie du Québec) est une Première nation comptant environ 850 membres inscrits en vertu de la Loi sur les Indiens, qui sont également bénéficiaires de la Convention du Nord-Est québécois (CNEQ). La majorité réside à Kawawachikamach, au Québec, à environ seize kilomètres au nord-est de Schefferville. Le village couvre une superficie d'environ seize hectares sur un total de 41 kilomètres carrés de terres de catégorie IA-N, ce qui permet une expansion éventuelle, que ce soit à des fins résidentielles, commerciales ou industrielles.
La grande majorité des habitants de Kawawachikamach sont des Naskapis. Le naskapi est leur langue principale et est parlé par tous et écrit par beaucoup. L'anglais est leur langue seconde, bien que de nombreux jeunes parlent aussi un peu de français. Les Naskapis conservent encore de nombreux aspects de leur mode de vie et de leur culture traditionnels. Comme de nombreuses communautés nordiques, les Naskapis chassent, pêchent et pratiquent le piégeage pour une grande partie de leur approvisionnement alimentaire et pour de nombreuses matières premières. La récolte est au cœur de la spiritualité naskapie.
Kawawachikamach est reliée à Schefferville par une route en gravier. Le transport ferroviaire est disponible sur une base hebdomadaire entre Schefferville, Wabush, Labrador City et Sept-Îles. Le train peut transporter des passagers comme des marchandises, y compris de gros véhicules, de l'essence, du mazout et des marchandises réfrigérées. Une piste d'atterrissage pavée d'une longueur de 1 500 mètres est située à Schefferville et permet des liaisons aériennes avec les villes du Québec plus au sud, et ce, cinq jours par semaine et à l'année.

### Première nation innue de Mushuau
La Première nation innue de Mushuau est une Première nation comptant environ 1 000 membres et située dans la province canadienne de Terre-Neuve-et-Labrador. En 1967, les Innus Mushuau sont installés à Utshimassits (Davis Inlet) sur l'île Iluikoyak située au large de la péninsule du Québec-Labrador, ce qui a empêché les Innus Mushuau d'exercer leur chasse traditionnelle du caribou sur le continent. Par conséquent, ils sont finalement transférés à l'hiver 2002-2003 à Natuashish (prononcé: « Nat-wa-shish »), située à environ 295 km au nord de Happy Valley-Goose Bay et 80 km au sud-est de Nain. Natuashish est située sur le continent à seulement 15 km à l'ouest d'Utshimassits.
D'un point de vue ethnique, les membres de la nation sont naskapis et parlent le dialecte oriental (variété Mushuau Innu ou Davis Inlet) d'iyuw iyimuun et écrivent en écriture syllabique crie orientale. La majorité de la tribu est catholique et utilise la Bible montagnaise, rédigée en alphabet latin, et non en syllabique crie. Bien qu'ils entretiennent des liens politiques, sociaux et culturels avec la communauté innue de Sheshatshiu, leur langue est plus près de celle des Naskapis de Kawawachikamach. 
Leur réserve, Natuashish 2, s'étend sur un territoire de 43 km2 et une population de 1 027 habitants en 2018,.

## Traditions
Traditionnellement, les Naskapis se déplaçaient continuellement en suivant les troupeaux de rennes, qu'ils chassaient pour assurer leur subsistance. Le renne constituait leur principale source d'alimentation et de vêtements, bien qu'ils mangeassent également du poisson, du lagopède, des canards, des oies, des lièvres, des lapins, des porcs-épics, des castors et des œufs de volaille. Le lynx pouvait être mangé occasionnellement alors que le renard, le carcajou et le loup ne l'étaient jamais. La chair du gibier, chassé principalement l'hiver, était séchée, pliée, transformée en pemmican et stockée pour une consommation future. Les ustensiles et outils employés étaient principalement faits de bois sculpté et taillé. Bien qu'il fût d'usage pour chasser d'utiliser arcs, flèches et lances, ces outils sont progressivement remplacés par des armes à feu.  
Comme dans beaucoup de cultures autochtones, des traditions naskapies donnent une voix aux objets animés ou inanimés, qui possèdent, dans cette cosmologie, une forme d'esprit qui doit être apaisé par des offrandes afin qu'il puisse rendre ses services pour le bien-être du peuple. Les guérisseurs sont d'ailleurs en contact avec les formes d'esprit et sont consultés lorsqu'il est voulu de vaincre l'influence funeste de certains objets. Par ailleurs, les fruits sauvages, les fleurs, les racines et les écorces d'arbre étaient utilisés pour la guérison. Le contact avec les Européens entraîne une diversification des causes de mortalité, qui s'articulaient jusque-là principalement autour de la famine et la noyade. 
Toujours dans le contexte d'une société naskapie traditionnelle, le mariage est effectué sans cérémonie et suivant le consentement des parents de la jeune femme et la capacité du jeune homme de subvenir aux besoins de celle-ci. La polygamie est possible et n'est limitée que par la capacité de l'homme de faire vivre ses femmes. Les femmes peuvent être prises pour épouses avant même leur puberté qu'elles atteignent à 14 ou 15 ans et les mères portent rarement plus de quatre enfants. 
Les habitations étaient constituées de tentes ou de tipis conçus avec des peaux de rennes cousues ensemble et pouvant atteindre une hauteur allant de 3 à 4 m. Le sol des habitations était composé de jeunes branches d'épinette et une cheminée centrale permettait l'évacuation de la fumée par un trou au sommet de l'habitation. Des poteaux à l'intérieur permettaient d'accrocher des objets d'usage courant. Une pente vers l'intérieur pouvait également être présente dans le sol du tipi afin de permettre aux occupants de dormir les pieds vers le feu. Quant aux déplacements, ils se font à l'aide de canots, traîneaux, toboggans et raquettes conçus à partir de bois et d'écorces.